# 佐藤儀一郎
佐藤 儀一郎（さとう ぎいちろう、1912年11月5日 - 1997年6月13日）は日本の柔道家（講道館9段）、政治家。

## 経歴
宮城県角田市坂津田出身。1928年に旧制東北中学校（現・東北高等学校）を卒業。
病弱な体を克服するために柔道を始めて恩師・佐久間弥太郎より厳しい指導を受け、後には高橋喜三郎、高橋勇蔵らにも師事した。記録上の講道館入門は1930年12月8日付だが、関東・東北・北海道柔道大会では同年と翌31年に個人戦・団体戦とも連覇を達成。身長180cm・体重95kgの恵まれた体躯と、得意技である固技や横捨身技が武器であった。
1934年より5年間は仙台鉄道局に籍を置き、1940年より6年間は旧制第二高校（現・東北大学）の柔道師範を務めた。
この間、3段位にあった1934年11月の第4回全日本選士権では一般壮年前期の部に出場、初戦で朝鮮の木村実4段、2回戦で兵庫の狩谷猛雄3段を降して順当に勝ち上がるも、決勝戦では後に“満州の虎”と名を馳せる1歳年長の中島正行5段に開始早々の送足払で不覚を取り選士権獲得は成らなかった。
しかし、続く1935年の第1回東北東西対抗試合では4人抜きを達成し、その活躍を以って枢密院顧問官の藤沢幾之輔より日本刀一振を拝受している。
1940年6月の天覧試合（紀元二千六百年奉祝天覧武道大会）では府県選士の部に出場したが、1次リーグ戦で長崎の奥田五蔵5段に敗れ上位進出はかなわず。選手としてはこのほか東北対抗試合へ7回、全国鉄道大会へ5回の出場数を誇り活躍している。
戦後はGHQの指揮の元で農地解放に遭い、生活のために宮城林産株式会社を興し材木商を始めた。この頃は非常に苦しい生活が続いたが、「柔道で鍛えた精神と体力で苦難を乗り越えた」と佐藤。
林業を終生の生業として100年先を見据えた植林事業に情熱を注ぎ、1986年には国土緑化推進委員会より緑化功労として、1988年には宮城県知事より産業功労として、それぞれ表彰を受けている。亘理町新町に居を構え、70歳を越えても年間250日は山に入り、林業に勤しむと同時に森林浴による体の鍛錬を行っていた。
一方で、亘理町の町議会議員を務めて1991年に亘理町の“長老”に推戴されたり、日本の高齢化社会を見据えて老人ホームの建設を手掛けたりと、佐藤の活躍の場は業種を問わず多岐に渡った。
また柔道家としては佐藤幸二ら後に全日本選手権で活躍する選手たちを育成する傍ら、東北柔道連盟会長として柔道の普及・振興に尽力し、柔道界に対する功績から1991年に河北新報社より第30回河北文化賞を、1994年には日本武道協議会より第13回武道功労者表彰を贈られ、1997年には勲五等双光旭日章を受章している。
昇段履歴は1951年5月7日に7段、1967年5月2日に8段、そして1988年4月の嘉納師範50年祭に際し9段位に列せられた。9段拝受に際し佐藤は「現在高齢ながら元気に暮らせているのは柔道のお蔭であると感謝の念で一杯」「今後は一層柔道発展のために尽力する所存」と述べている。
1997年没。少年時代より佐藤の指導を受けた前述の佐藤幸二は「全日本選手権で3位になり報告に伺った時、満面に笑みを浮かべて頷き頷き祝福して頂いた」と述懐し、「嗚呼、巨木倒る・・・」と東北柔道界の大家であった佐藤の死に哀悼の意を表している。